# Naaldwijk
Naaldwijk (nizozemska izgovorjava: [ˈnaːltʋɛi̯k]) je mesto v nizozemski provinci Južna Holandija. Je del občine Westland in leži približno 10 km jugozahodno od Haaga.
Naaldwijk leži v osrčju Westlanda. Glavno gospodarsko dejavnost predstavlja vrtnarstvo v rastlinjakih. V bližinji vasi Honselersdijk stoji tudi največja dražbena hiša za rože na svetu, ki jo upravlja FloraHolland.
Naaldwijk je bil prej samostojna občina in je pokrival površino 25,33 km² (od tega 0,23 km² vode). Vključevala je mesti Honselersdijk in Maasdijk. 1. januarja 2004 je bila občina Naaldwijk združena s sosednjimi občinami De Lier, 's-Gravenzande, Monster in Wateringen, nastala je občina Westland. Naaldwijk je zdaj upravno glavno mesto Westlanda.
Naselje Naaldwijk ima okoli 15.440 prebivalcev.  Statistično območje Naaldwijka, ki vključuje tudi bližnjo okolico, ima približno 17.370 prebivalcev.

## Območja in soseske
- Galgenblok
- Opstal
- Woerdblok (Waterwijk, Zandstrand, Zandheuvel, Waterrijk)
- Pijletuinen
- Kruisbroek
- Geestcomplex
- Hoogeland
- Floriëndaal

## Galerija slik
- Naaldwijk leta 1867
- Pozdravni znak
- Stara cerkev (De Oude Kerk)
- Cerkev svetega Adrijana
- Dvor Svetega duha
- Vodni stolp
- Spomenik Gevallenen Mari Andriessen